# 401
| 401                |
| ------------------ |
| Dødsfald - Fødsler |
|                    |

| Gregoriansk kalender | 401 CDI                 |
| Ab urbe condita      | 1154                    |
| Armensk kalender     | I/T                     |
| Kinesiske kalender   | 3097 – 3098 庚子 – 辛丑 |
| Etiopisk kalender    | 393 – 394               |
| Jødisk kalender      | 4161 – 4162             |
| Hindukalendere       |                         |
| - Vikram Samvat      | 456 – 457               |
| - Shaka Samvat       | 323 – 324               |
| - Kali Yuga          | 3502 – 3503             |
| Iransk kalender      | 221 BP – 220 BP         |
| Islamisk kalender    | 228 BH – 227 BH         |

Se også 401 (tal)

## Begivenheder

### Europa
- Årets consuler for de to romerske riger er Vincentius og visigoteren Fravitta.
- Efter hunnernes sejr over goterne og goternes fordrivelse fra Konstantinopel, påbegynder den østromerske kejser Arcadius en sejrssøjle i byen for at fejre begivenheden.
- En anden gruppe gotere under ledelse af Alarik invaderer sidst på året Norditalien og sætter kurs mod den vestromerske kejsers residensby Milano. Kejser Honorius flygter til Ravenna, som bliver den nye residensby. Den vestromerske hærfører Stilicho samler hæren til modangreb.

## Dødsfald
- Pave Anastasius 1. dør efter to år på pavestolen.
- Missionæren og helgenen Julius af Novara. En ø i Orta-søen har fået navn efter ham (San Guilio).
- Fyrst Duan Ye (regerede 397-401). Den første fyrste af det Nordlige Liang-rige, som var et af "de 16 kongedømmer" i Kina.
- Kejser Lü Zuan (regerede 400-401). Den tredje kejser af det Sene Liang-rige, som var et af "de 16 kongedømmer" i Kina.
- Kejser Murong Sheng, født 373 og regerede 398-401. Den fjerde kejser af det Sene Yan-rige, som var et af "de 16 kongedømmer" i Kina.